# Bernhard Sahler

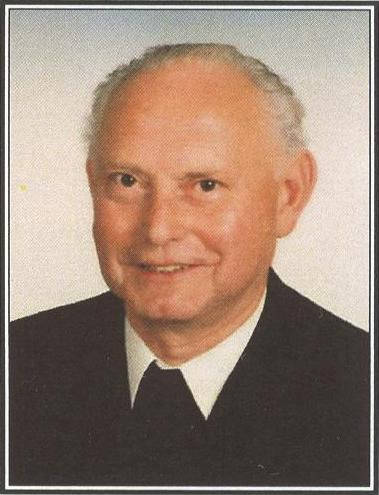
Pfarrer Bernhard Sahler

Bernhard Sahler (* 27. Mai 1927 in Hamm; † 20. April 2007 in Schmölln) war ein deutscher römisch-katholischer Priester und Ehrenbürger von Gera.

## Werdegang
Sahler wuchs in Honnef auf. Im Zweiten Weltkrieg diente er als Luftwaffenhelfer, wurde 1944 zum Reichsarbeitsdienst und später zur Wehrmacht eingezogen.
Nach Kriegsende und Internierung nahm er 1946 ein Theologiestudium auf; die Priesterweihe empfing er 1953 von Joseph Kardinal Frings im Kölner Dom. Anschließend wurde er in der Seelsorge seiner Heimatdiözese, des Erzbistums Köln, eingesetzt. 1956 wurde er gemäß den damaligen Patenschaftsregelungen in das in der DDR gelegene Bistum Meißen versetzt. Dort diente er als Kaplan in Plauen, ab 1959 in Rochlitz. Sein Aufenthalt in der DDR war anfangs nur als befristet geplant gewesen. Das änderte sich mit dem Bau der Berliner Mauer 1961.
1970 wurde er zum Pfarrer der katholischen Gemeinde St. Elisabeth in Gera bestellt. Von 1974 bis 1992 übte er zudem das Amt des Dekans im Dekanat Gera aus. Als Pfarrer engagierte er sich für die Friedens- und Umweltbewegung. So beherbergte seine Gemeinde ab 1988 die von Bürgerrechtlern angelegte Geraer Umweltbibliothek. Aufgrund seiner Initiative fanden ab 2. März 1989 die Friedensgebete in Gera statt, anfangs in der katholischen Kirche.
Am 25. November 1995 gründete er den Caritasverband Ostthüringen e. V. mit und war jahrelang sein 1. Vorsitzender.
1996 wurde Sahler in den Ruhestand versetzt. Am 9. November 1999, zehn Jahre nach dem Fall der Berliner Mauer, wurde ihm stellvertretend für die Beteiligten der politischen Wende in Gera die Ehrenbürgerwürde der Stadt verliehen. Seinen Ruhestand verlebte Sahler in Schmölln, wo er 2007 starb. Er wurde in einem Gemeinschaftsgrab katholischer Ortsgeistlicher auf dem Geraer Ostfriedhof beigesetzt.